# Урбан, Ольга Владимировна
Ольга Владимировна Зайцева (Урбан; 12 марта 1962) — советская теннисистка, тренер. Мастер спорта СССР международного класса (1980).

## Биография
Начала играть в теннис в 8 лет, первый тренер Н. Теплякова. Выступала за ЦСКА (1970—1987). Чемпион Европы среди девушек в паре (1979—1980), финалистка чемпионата Европы (1978). Победитель Спартакиады народов СССР в составе сборной Москвы (1979, 1983). 3-кратная чемпионка СССР в паре (1979—1981). Победитель Всесоюзных зимних соревнований в паре (1983) и миксте (1981), полуфиналист в одиночном разряде (1979). Обладатель Кубка СССР в составе сборной Москвы (1980, 1982) и ВС СССР (1983). Чемпион Москвы в паре (1981, зима). Входила в десятку сильнейших теннисисток СССР (1979—1983), лучшее место — 6-е (1981). Чемпион Европы в паре (1980). Обладатель «Кубка Суабо» (1982), финалист розыгрышей кубков «Принцессы Софии» (1980) и «Суабо» (1981) в составе сборной СССР среди девушек. Победитель Летнего международного турнира в миксте (1982), Зимнего международного турнира в паре (1983) и миксте (1981). В составе сборной СССР в 1979—1983 годах провела 19 матчей в Кубке Федерации (10:9). Тренер ВС СССР (1985—1987), Центрального стадиона в Лужниках (1988).
Одна из сильнейших парных игроков СССР конца 1970-х — начала 1980-х гг. Выпускник ГЦОЛИФК.
С 1989 — в Германии, тренер и игрок клубов BSV-92 (Берлин; 1989) и DTV (Ганновер; 1991—1995). С 1995 периодически выступала в международных соревнованиях теннисистов-ветеранов.